# Đại học và cao đẳng
Cao đẳng và đại học là bậc học sau trung học phổ thông ở nhiều nước trên thế giới.
Bậc học đại học kéo dài từ bốn đến sáu năm nếu người học có bằng trung học, từ một đến hai năm học nếu người học có bằng cao đẳng chuyên ngành. Bậc học này đào tạo kiến thức chuyên môn và kĩ năng thực hành một ngành nghề. Khi tốt nghiệp, người học có thể nhận bằng kỹ sư, bác sĩ, kiến trúc sư hoặc cử nhân... tùy theo ngành nghề được đào tạo.
Bậc học cao đẳng kéo dài ba năm nếu người học có bằng trung học phổ thông hoặc trung học chuyên nghiệp. Bậc học này đào tạo kiến thức chuyên môn và kĩ năng thực hành một ngành nghề ở mức độ thấp hơn bậc học đại học.